# Ефрем Малый
Преподобный Эфрем (Ефрем) Малый (груз. ეფრემ მცირე; ум. 18 января 1101) — грузинский философ
, писатель
, переводчик, церковный деятель.
Ефрем, вероятно, принадлежал к одному из знатных грузинских родов, переселившихся в Константинополь после продолжавшейся византийско-грузинской войны за Тао-Кларджети. Предполагается, что Ефрем Малый был сыном одного из них, Ваче Каричисдзе. Ефрем учился в Константинополе и затем поступил в грузинский монастырь на Чёрную Гору около Антиохии. В дальнейшем он никогда не покидал Чёрной Горы, а около 1091 года был избран настоятелем Кастанского монастыря. Ефрем умер в 1101 году. В актах Руисско-Урбнисского собора 1103 года его поминают в числе покойных.
От Ефрема Малого осталось большое количество сочинений, охватывающих различные области церковной жизни. Так, он выполнил переводы с греческого на грузинский язык пяти сочинений Дионисия Ареопагита, «Аскетиконов» Василия Великого и Ефрема Сирина, комментариев «Псалтири» и «Посланий святых Апостолов»и другие. Ефрем создал собственную теорию перевода, которая в дальнейшем легла в основу средневековой грузинской переводческой литературы.
Ефрем создал также книгу «Сведения о крещении грузин, содержащиеся в разных письменных источниках», в которой обосновал апостольское происхождение Грузинской Церкви и её независимость. Создание книги было поручено Ефрему руководством его монастыря, чтобы убедить греческое духовенство в независимости Грузинской Церкви. Книга опирается на большое количество греческих источников.
Ефрем Малый переводил на грузинский язык греческую богослужебную и духовную литературу, стараясь приблизить ее к оригиналам. Вероятно, вначале он придерживался принципов, разработанных преподобными Евфимием и Георгием Святогорцами: это был свободный перевод текста, так называемый динамический его эквивалент, в основе которого лежал точный перевод содержания. Постепенно он выработал и обосновал новый метод — адекватный перевод текста, передающий и содержание, и форму оригинала. Е. М. теоретически оформил свои принципы в колофонах. Сообразуясь по смыслу и духу с текстом оригинала, разработал для перевода трудных мест систему комментариев на полях, составил грузинские корреляты греческой грамматической терминологии, ввёл собственную систему пунктуации. Опирался на научно-критическую методологию изучения классических и церковных текстов с привлечением теории литературы, философии, риторики и герменевтической грамматики, техники комментирования. Впервые систематизировал и обработал богословскую, литературно-теоретическую, палеографическую, грамматическую, стихотворную терминологию, употребляемую и в настоящее время, и стал первым в Грузии теоретиком версификации и литературы. Ему принадлежит заслуга составления первого грузинского алфавитного словаря символических толкований.